# Manuel Joaquín Tarancón y Morón

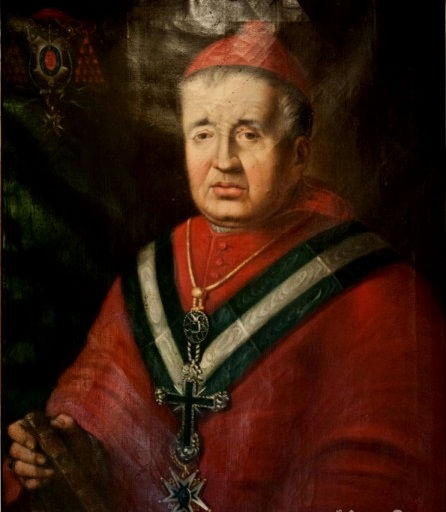
Retrato del cardenal Manuel Joaquín Tarancón y Morón, de José María Romero López.

Manuel Joaquín Tarancón y Morón (Covarrubias, provincia de Soria, 20 de marzo de 1782-Sevilla, 26 de agosto de 1862) fue un sacerdote, obispo y cardenal español.

## Biografía
Desde muy pequeño, bajo la supervisión de su tío, el obispo de Valladolid Manuel Joaquín Morón, destacó en los estudios, realizando la carrera de Derecho en la Universidad de Valladolid y doctorándose en Derecho Canónico por la Universidad de Osma.
Fue catedrático de prima de leyes en la Universidad de Valladolid, donde ejerció la docencia durante muchos años y alcanzó el grado de Rector. 

## Cámara Alta

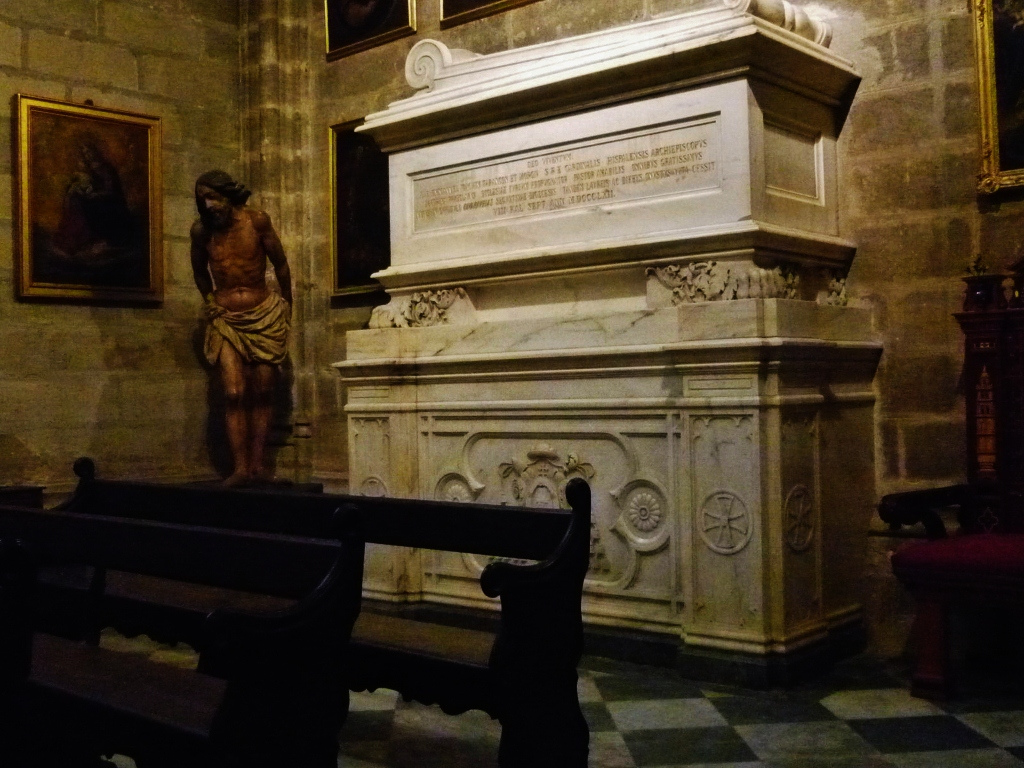
Sepulcro del cardenal Manuel Joaquín Tarancón. (Capilla de San José de la catedral de Sevilla).

Desempeñó diversos cargos públicos: Diputado a cortes, Presidente de la Caja de Ahorros y Monte de Piedad de Valladolid y preceptor de las hijas de Fernando VII: la Princesa Isabel (futura Isabel II) y su hermana la Infanta María Luisa Fernanda de Borbón.
Entre 1831 y 1847 fue obispo de Osma, y en 1837 ocupó simultáneamente un escaño de senador por la provincia de Zamora. El 15 de febrero de 1840 la Reina Gobernadora lo nombra vicepresidente del Senado. Preside la Cámara Alta José María Moscoso de Altamira, conde de Fontao. En 1843 es nombrado senador por la provincia de Valladolid y en 1845 es ya senador vitalicio.
En 1847 fue designado como Obispo de Córdoba y en 1857 Arzobispo de Sevilla. El 13 de marzo de 1858 fue nombrado cardenal, aunque falleció sin haber asistido a la ceremonia de entrega del capelo cardenalicio.
Falleció el 25 de agosto de 1862 y su tumba se encuentra en la capilla de San José de la Catedral de Sevilla.
| Predecesor: Juan Cavia González            | Obispo de Osma 1831–1847       | Sucesor: Gregorio Sánchez Rubio          |
| Predecesor: Juan José Bonel y Orbe         | Obispo de Córdoba 1847-1857    | Sucesor: Juan Alfonso Albuquerque Berión |
| Predecesor: Judas Tadeo José Romo y Gamboa | Arzobispo de Sevilla 1857-1862 | Sucesor: Luis de la Lastra y Cuesta      |